# Завишень
Завишень (укр. Завишень, до 1989 г. — Вишнёвка) — село в Сокальской городской общине Шептицкого района Львовской области Украины.
Население по переписи 2001 года составляло 1210 человек. Занимает площадь 2,59 км². Почтовый индекс — 80043. Телефонный код — 3257.